# Brčko
Brčko é uma cidade do nordeste da Bósnia e Herzegovina e capital do distrito homônimo. Ela está separada da Croácia pelo rio Sava.

## Geografia

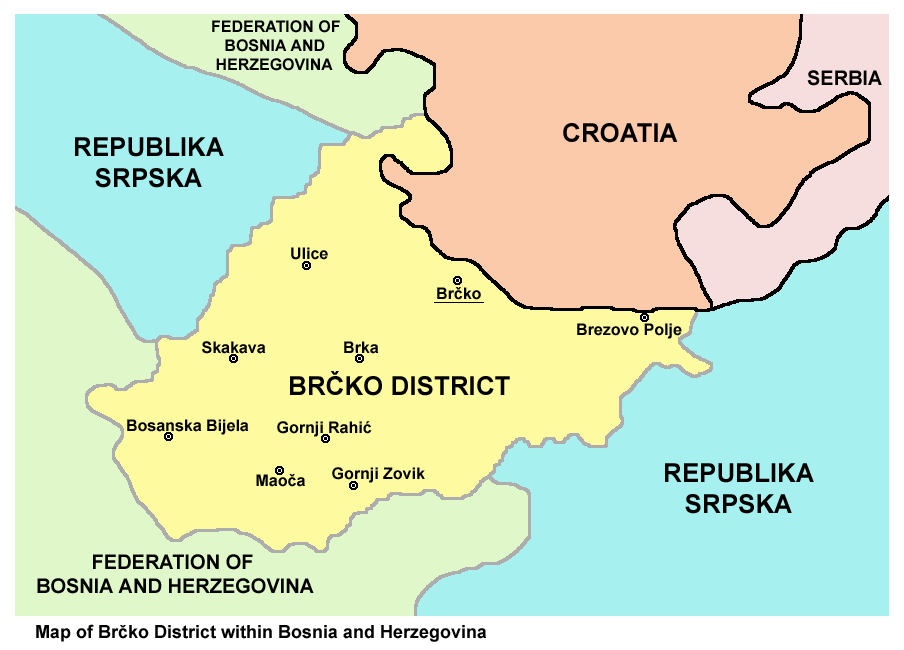
Cidade e o distrito de Brčko

A cidade é a capital do distrito de Brčko, que se tornou uma unidade autónoma do governo depois de um processo arbitral.

## História

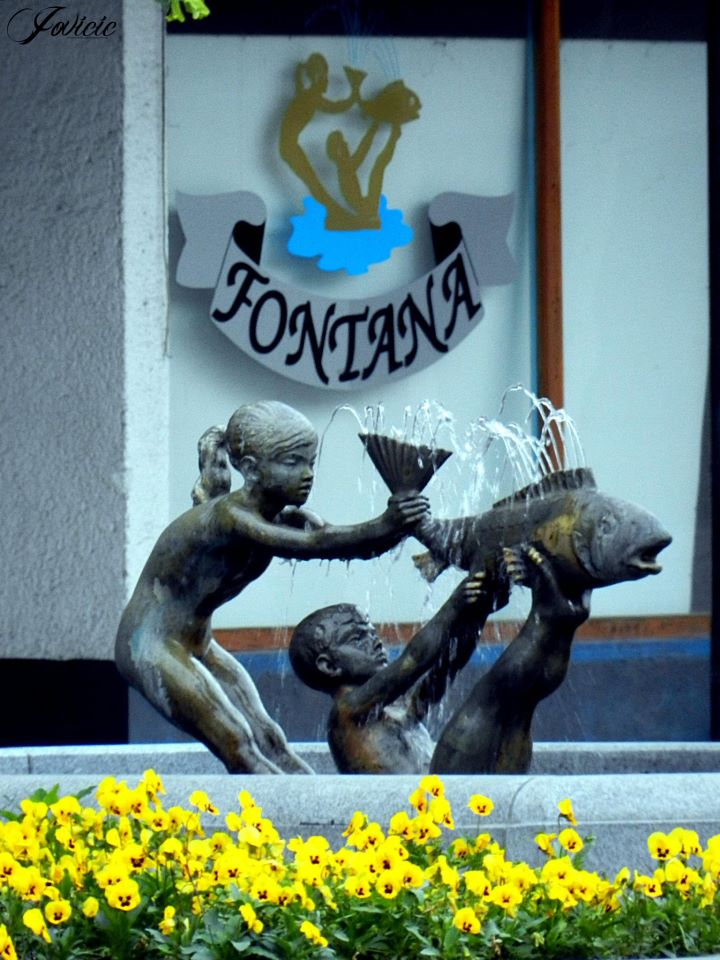
A fonte é o símbolo da cidade

A cidade foi um ponto estratégico quando a Força de Intervenção (IFOR), dirigida pelos Estados Unidos, construiu o campo McGovern nos limites da cidade.
Embora tenha sido um foco de tensão na década de 1990, a cidade teve grandes progressos na integração multiétnica, como a criação de uma escola secundária. Os esforços de reconstrução e o plano de implementação da Lei da Propriedade têm melhorado a situação da Propriedade e do retorno.
Brčko tem sido um importante componente o Acordo de Paz de Dayton, depois de o Arbitrário de Brčko ter sido promulgado em maio de 1997, declarando o distrito de Brčko uma zona especial fora da jurisdição da Federação da Bósnia e Herzegovina e da República Sérvia, que são as duas entidades nacionais que formam a Bósnia e Herzegovina.
A primeira unidade internacional que abriu em Brčko foi a Organização de Segurança e Cooperação na Europa (OSCE).

## Demografia
De acordo com o censo de 1991, a cidade possui 41.406 habitantes, incluindo:
- Bósnios: 22.994 (55,54%)
- Sérvios: 8.253 (19,93%)
- Ioguslavos: 5.211 (12,53%)
- Croatas: 2.894 (6.99%)
- Outros: 2.054 (4.96%)

## Esporte
A cidade possui 3 times de futebol (FK Jedinstvo Brčko, FK Lokomotiva Brčko e o time mais novo, FK Ilićka 01). Todos os times jogam na Segunda Liga da República Sérvia.

## Galeria

A Mesquita BrancaA Mesquita Branca
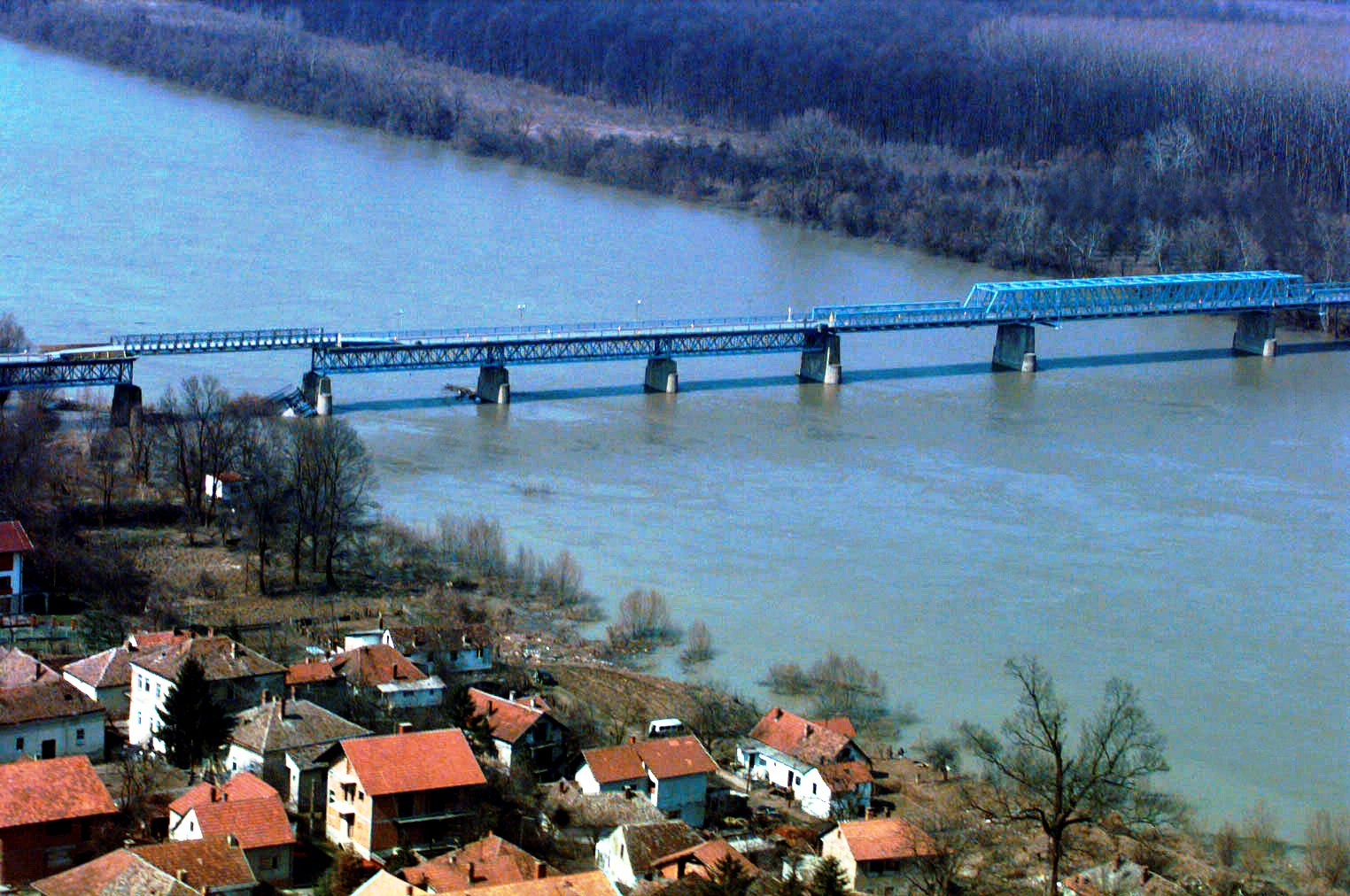
Vista aérea da ponte de Brčko
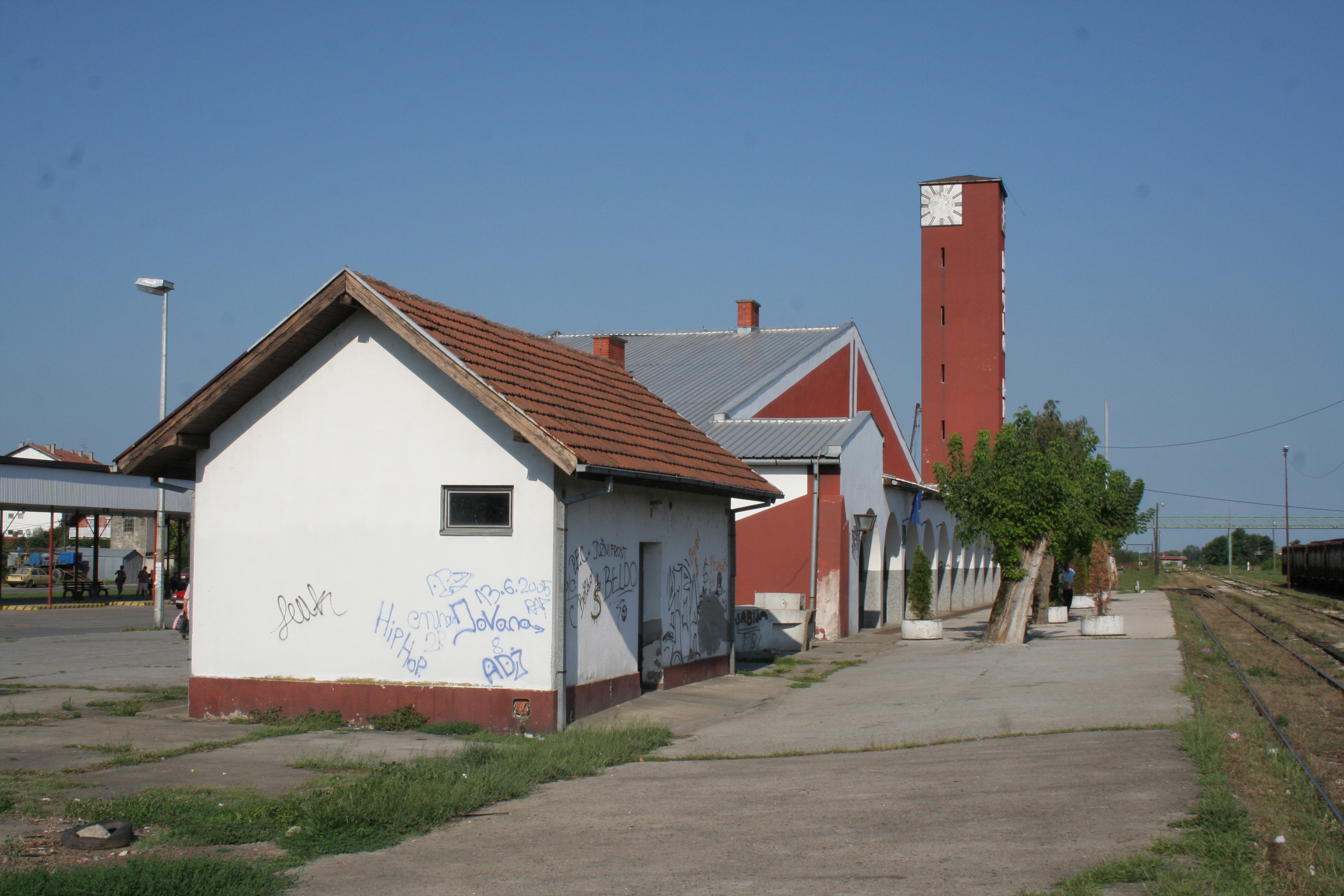
Estação ferroviária de Brčko
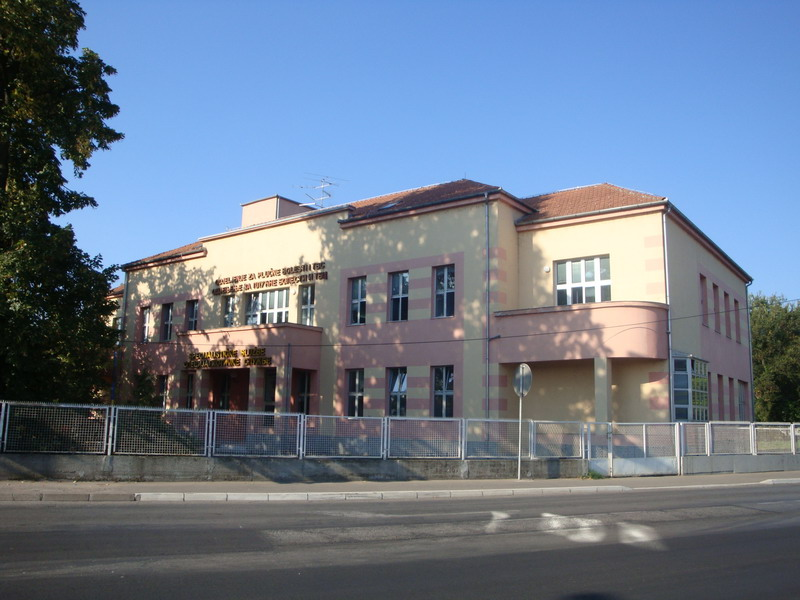
Clínica de doenças pulmonares